# Return of the Mac
Return of the Mac è il secondo album come solista di Prodigy, membro del duo hip hop Mobb Deep. Il disco è uscito nel 2007 per Infamous/Koch Records.
L'album fece da apripista, come una sorta di mixtape, per il successo album del 2008, H.N.I.C. Pt. 2, ma uscì come un classico album a causa dell'alto livello qualitativo del materiale. L'album fu interamente prodotto da The Alchemist (che appare anche sulla copertina dell'album) e contiene molti campionamenti da canzoni dell'era Blaxploitation.
Return of the Mac debuttò al numero 32 della Billboard 200, con 27 000 copie vendute nella prima settimana di uscita. As of December 2007, the album has sold 130 000 copies. L'album ricevette un buon riscontro di critica, tanto da venire giudicato il ritorno di Prodigy alla sua forma migliore, dopo che l'album dei Mobb Deep del 2001, Infamy, aveva in qualche modo ridotto l'aura leggendaria che circondava i due. Il successo di quello che doveva essere un mixtape promozionale fece di H.N.I.C. Pt. 2 uno degli album più attesi del 2008.
Da Return of the Mac furono estratti tre singoli e tre video, tutti diretti dal regista DanTheMan; "Mac 10 Handle", "New York Shit", and "Stuck on You".

## Tracce
Tutte le canzoni sono prodotte da The Alchemist.
| #  | Titolo                                                                       | Durata | Autori                                       | Campioni |
| -- | ---------------------------------------------------------------------------- | ------ | -------------------------------------------- | --- |
| 1  | "The Mac Is Back Intro"                                                      | 1:53   | Albert Johnson The Alchemist                 | - "Kamen Rider" di Shunsuke Kikuchi                                                                                    |
| 2  | "Return of the Mac (aka New York Shit)"                                      | 2:59   | Albert Johnson, Alan Maman                   | - "Blacula Strikes" di Gene Page - "Nothing to Lose" registrata nel 1995 da Tupac Shakur live al Madison Square Garden |
| 3  | "Stuck on You"                                                               | 4:29   | Albert Johnson Alan Maman                    | - "I'm Hooked on You" di Jeannie Reynolds                                                                              |
| 4  | "Mac 10 Handle"                                                              | 4:15   | Albert Johnson Alan Maman                    | - "Easin' In" di Edwin Starr                                                                                           |
| 5  | "Down & out in New York City"                                                | 0:32   | Bodie Chandler Barry De Vorzon               | - Interlude - "Down and out in New York City" di James Brown                                                           |
| 6  | "The Rotten Apple"                                                           | 3:06   | Albert Johnson Alan Maman                    | - "Down and Out In New York City" di James Brown - "We Got To Work It Out" di Taana Gardner                            |
| 7  | "Madge Speaks" (interlude) (featuring Majesty, primo nome dei Dream Theater) | 1:16   |                                              | |
| 8  | Take It to the Top"                                                          | 3:22   | Albert Johnson Alan Maman                    | |
| 9  | "P Speaks" (interlude)                                                       | 1:05   |                                              | |
| 10 | "7th Heaven" (featuring Un Pacino)                                           | 2:44   | J. Brayboy-Brady, Albert Johnson, Alan Maman | |
| 11 | "Bang on 'Em"                                                                | 3:39   | Albert Johnson, Alan Maman                   | - "Do I Stand a Chance" by The Montclairs                                                                              |
| 12 | "Nickel and a Nail"                                                          | 2:57   | Albert Johnson Alan Maman                    | - "A Nickel and a Nail" di O.V. Wright                                                                                 |
| 13 | "Legends" (featuring Havoc)                                                  | 3:58   | Albert Johnson Alan Maman                    | - "Touch Me Take Me" di Rita Wright - "Love Sounds" degli Intimate Strangers                                           |
| 14 | "Stop Fronting"                                                              | 3:06   | Albert Johnson, Alan Maman                   | - "Playing Your Game Baby" di Barry White - "Cry Together" dei The O'Jays - "In the Rain" dei The Dramatics            |